# Stéphane De Becker
Stéphane De Becker (Brussel, 19 januari 1959 - Frankrijk, 22 juli 2015), ook bekend onder de pseudoniemen Stuf en Staif, was een Belgisch striptekenaar en inkleurder.

## Levensloop
De carrière van De Becker was onlosmakelijk verbonden aan die van Tome & Janry, met wie hij samen studeerde aan de kunstacademie van Sint-Lambrechts-Woluwe. De drie bedenken de westernstripreeks Pétard Guy, waarin een van hun docenten - Guy Brasseur, striptekenaar van Scampi, een strip die in Kuifje verscheen -  model stond voor Pétard Guy en ze alle drie zelf ook een bijrol vertolkten.
In 1979 won De Becker, die toen verder studeerde aan Saint-Luc, een prijs voor jongen stripauteurs georganiseerd door het Belgische ministerie van Cultuur. Met Pétard Guy won het trio nog een prijs.
Vanaf 1985 werd hij inkleurder bij Tome & Janry voor hun werk aan Robbedoes en Kwabbernoot vanaf het album De terugkeer van Z, gevolgd door Soda in 1986 en De Kleine Robbe in 1990.
Voor Spirou illustreerde hij vanaf nummer 2622 uit 1988 de animatiepagina 'Helse spelletjes' ("Jeux d'enfer") op scenario van Janry. Daarin werd Sint-Pieter een personage, wat later evolueerde in de gagreeks Oh! Lieve hemel, naarmate De Becker minder doolhoven en kruiswoordraadsels en meer figuurtjes wou tekenen. Voor die reeks was Janry de scenarist en De Becker tekenaar en inkleurder. Vanaf 2000 verscheen de reeks in albumvorm bij uitgeverij Dupuis.

## Reeksen

### Inkleurder
- Robbedoes en Kwabbernoot door Tome en Janry
- De Kleine Robbe door Tome en Janry
- Oh! Lieve hemel met Janry
- Soda met Tome, Luc Warnant en Bruno Gazzotti

### Tekenaar
- Oh! Lieve hemel met Janry

## Eerbetoon
In september 2002 werd een stripmuur van Oh! Lieve hemel onthuld in de Brusselse Miniemenstraat, nummer 96.
- Bibliothèque nationale de France: cb13540854d (data)
- Gemeinsame Normdatei: 114581249X
- International Standard Name Identifier: 0000 0004 2330 4031
- Nederlandse Thesaurus van Auteursnamen: 073781983
- Système universitaire de documentation: 050717030
- Virtual International Authority File: 305841349